# Филипеску, Леонте
Леонте Филипеску (рум. Leonte Filipescu; 18 октября 1895, Бырлад — 13 апреля 1922, Бухарест) — деятель румынского рабочего движения.

## Биография
Родился в семье рабочего. Начал работать с раннего возраста, сперва портовым рабочим в Галаце, затем в сфере обслуживания в Бухаресте. По профсоюзной линии познакомился с Георге Никулеску-Мизилем, Янку Олтеану и Марианом Кристеску, которые привели его к социалистическим идеям.
Участник Первой Мировой войны.
Во время войны сперва проводил антивоенные протесты, а затем, уже находясь в армии, вёл антивоенную пропаганду среди солдат. Попал в немецкий плен и концлагерь для интернированных, однако в 1917 году сумел сбежать. Был одним из редакторов манифеста «Да здравствует социализм» (Trăiască Socialismul) и журнала Federația. В 1918—1921 годах — один из руководителей левого крыла социал-демократической и социалистической партий, выступал за её преобразование в Румынскую коммунистическую партию. Участвовал в организации Октябрьской всеобщей забастовки 1920 года и подготовке I съезда компартии Румынии (1921).
Член компартии Румынии с момента её основания, хотя на её учредительной конференции в мае 1921 года присутствовать не смог. В апреля 1921 года, скрываясь от преследований румынской охранки после организации им с Павлом Ткаченко социалистической конференции в Яссах 3-6 марта, эмигрировал в Болгарию. В июне или июле 1921 года вернулся в Румынию, вёл работу по укреплению партийных организаций компартии в Бухаресте и принял руководство молодёжным крылом.
В октябре 1921 года был арестован тайной полицией. В заключении подхватил туберкулёз. Убит выстрелом в голову «при попытке к бегству».